# Sancharram
Sancharram (malajalámsky: സഞ്ചാരം) je hraný film z roku 2004 v malajálamštině, který napsala, režírovala a produkovala Ligy J. Pullappally. Vypráví příběh dvou lesbických milenek v jihoindickém státě Kérala.

## Děj
Film vypráví příběh dvou kamarádek, které chodí na střední školu. Jsou jimi hinduistka Kiran a katolička Delilah, od jejich prvního setkání jako malých dětí až po začátek dospělosti, kdy si vzájemně uvědomují svou vzájemnou lásku.
Příběh začíná, když je Kiran ještě dítě a se svou aristokratickou matkou a otcem se stěhují z Nového Dillí zpátky do Kéraly. Na oslavě poprvé potká i Delilah. Spřátelí se a tráví spolu mnoho času. Například je ukázáno jak Delilah propíchne Kiran uši kvůli náušnicím, také chce Kiran zaplést vlasy a ta vyjádří názor, že by si je hned ostříhala, kdyby jí to rodiče dovolili. Jednou potkají čarodějku a tam jim předpoví, že se do sebe zamilují, tehdy se jí ale vysmějí. Kiran je má cit pro literaturu a je svou učitelkou i otcem v tom podporována. Naopak Delilah se moc učit nechce, ale Kiran ji motivuje k lepším výkonům. 
Student z jejich stejné třídy, Rajan, je zamilovaný do Delilah a požádá Kiran, aby jí jeho jménem napsala milostné dopisy. Kiran tak činí, protože jí to umožňuje vyjádřit svou lásku a pocity, které k Delilah cítí, aniž by musela být ostrakizována svou rodinou a společností. Brzy Delilah objeví pravdu, že a autorkou dopisů a poezie je Kiran a přizná, že ji také miluje. Tím začíná choulostivý milostný vztah, navzdory společenskému tabu proti homosexualitě.
Jejich milostný vztah je vážně narušen, když Rajan uvidí Kiran a Delilah spolu v lese. Informuje Ammu, matku Delilah, o tom, čeho byl svědkem. Amma konfrontuje Delilah, která přizná svou lásku ke Kiran. Aby zachránila rodinu před hanbou, zařídí Amma Delilah sňatek s nápadníkem, který ji nedávno navštívil s úmyslem najít si nevěstu. Delilah neochotně souhlasí se sňatkem. Amma izoluje Delilah od Kiran a řekne o tom všem rodičům Kiran. Rodiče jsou na Kiran naštvaní a ptají se, co hodlá dělat. Kiran se rozhodne, že opustí život v luxusu a začne pracovat. Získala také podporu do svého strýce Govindana, který žije na vzdáleném místě. Kiran se snaží přesvědčit Delilah, aby s ní utekla, ale Delilah řekne Kiran, že to není možné a řekne jí, že to, co mezi nimi existovalo, skončilo. Kiran je z toho zdrcená
Zatímco Delilahina svatba probíhá podle plánu, Kiran se zlomeným srdcem kráčí k útesu s výhledem na vodopád, kam spolu s Delilah kdysi chodily. Ve stejnou dobu se Delilah chystá složit svůj manželský slib, ale místo toho vyběhne z kostela a zakřičí jméno Kiran. Kiran se v té chvíli chystá skočit z útesu. Ohlédne se, ale nikoho nevidí. Sáhne po kukle motýla na větvičce keře a sklouzne přes hranu útesu, ale dokáže pád zastavit a vytáhnout se nahoru. Když Kiran leží na zádech, vidí nad ní létat modrého motýla. Delilah vzhlédne k nebi a také vidí ve vzduchu modrého motýla. Kiran si ostříhá své dlouhé vlasy, které hodí do vodopádu. Konec filmu není koncem příběhu, je to nový začátek pro obě dívky.

## Obsazení
| Suhasiny V. Nair    | Kiran                                 |
| Shruthy Menon       | Delilah                               |
| K. P. A. C. Lalitha | Amma, matka Delilah                   |
| Valsala Menon       | Ammachi, babička Delilah              |
| Suresh Babu         | Narayanan Kurup, otec Kiran           |
| Ambika Mohan        | Priya Kurup, matka Kiran              |
| Syam Seethal        | Rajan                                 |
| Venu Machat         | Ezhithachan, správce sídla Kurupových |
| Sangeeta            | učitelka literatury                   |

## Srovnání s filmem Oheň
Sancharram bývá jako teprve druhý indický film s lesbickou tematikou přirovnáván k filmu režisérky Deepa Mehta Oheň z roku 1996, který se také dotýká lesbických vztahů v Indii. Nicméně tam, kde Oheň jasně říká, že hlavní postavy vstoupily do jejich vztahu kvůli neúspěchu jejich heterosexuálních manželství, Sancharram je jednoznačně film o dvou lesbách, které se do sebe zamilují.